# Château de Selles-sur-Cher
Le château de Selles-sur-Cher est un château situé sur la commune de Selles-sur-Cher, dans le département de Loir-et-Cher, dans la région Centre-Val de Loire, en France. Le château est une propriété privée. Inscrit aux monuments historiques en 1926, il est finalement classé en 1985.

## Présentation

### Situation
Le château se situe dans la partie occidentale de la commune de Selles-sur-Cher (longtemps orthographiée Celles) qui est délimitée par un pont, le cours du Cher et un affluent qui fournit le tracé des douves sur la partie sud du château. Il est implanté sur un territoire plat d'un hectare et demi et est séparé de la commune par un fossé.

### Historique
Thibaud Ier de Blois, dit le Tricheur, appelé par les moines de l'abbatiale pour les sauver des attaques des Normands, fit bâtir, vers la fin du Xe siècle, un donjon ou tour de bois près de la rivière, suivi de la construction d'une enceinte de protection de cet édifice en incluant la commune.
Vers l'an mil, ses petits-fils Thibaut II et Eudes II de Blois récompensent les fidèles qui le soutiennent dans sa lutte contre Foulque Nerra d'Anjou, les deux familles comtales rivalisant pour s'assurer la Touraine et les confins de la Touraine et du Berry. Ainsi, Selles est attribuée à deux personnages : Humbaud Ier le Tortu, seigneur de Vierzon ; et Geoffroy Ier de Donzy père d'Hervé Ier.
En 1142, Gimon II de Mehun, Seigneur de Celles/Selles (petit-fils de Gimon Ier, lui-même arrière-petit-fils du Tortu ; les différentes branches de la famille de Vierzon possédaient Vierzon, Mehun, Celles, Mennetou, La Ferté-Imbault…), fit construire des bâtiments autour de la tour et en fit sa résidence. En 1194, Richard Cœur de Lion prend le château en l'absence de son propriétaire, Raoul II de Mehun, parti en croisade et le détruit, laissant uniquement la tour principale.
Philippe Ier de Mehun, fils de Gimon II et frère de Raoul II, a pour fille héritière Mahaut/Mathilde qui porte les seigneuries de Mehun et Selles-sur-Cher à ses maris Jean III de Beaugency, puis Robert Ier de Courtenay-Champignelles (1168-1239), petit-fils du roi Louis VI, fils cadet de Pierre de France et d'Elisabeth de Courtenay, bouteiller de France, seigneur de Champignelles, Charny, Château-Renard en partie, Chantecoq, Conches…
En 1212, Robert de Courtenay-Champignelles, de la maison capétienne de Courtenay, construit un nouveau château avec trois tours d'angle et une maison de gardien.
À partir de 1288, le château change de propriétaires. Il entre dans la famille de Chalon et restera dans cette famille pendant 3 siècles. En effet, l'héritière Isabelle de Courtenay-Champignelles fut en 1242 la deuxième femme de Jean le Sage ou l'Antique, comte-régent de Bourgogne, comte de Chalon et sire de Salins, et enfanta Jean Ier de Chalon (1243-1309), comte d'Auxerre par son union avec Alix de Bourgogne-Auxerre ; leur petit-fils Jean II de Chalon (1292-1361) héritera aussi du comté de Tonnerre. Un autre lien explique aussi la présence des Chalon-Auxerre-Tonnerre à Selles : les Auxerre-Tonnerre descendent des barons de Donzy comtes de Nevers, et donc de l'autre seigneurie initiale de Selles, celle attribuée par les Blois aux Donzy.
Les Chalon-Tonnerre transmettent Selles aux XVe et XVIe siècles à leurs descendants et successeurs, les Husson-Tonnerre puis les Clermont-Tonnerre. On trouve parfois ( p. 228) que les Beauvilliers comtes de Saint-Aignan, issus en lignée féminine des Husson-Tonnerre, eurent un moment Selles, mais ce n'est pas certain et résulte peut-être d'une confusion avec leur fief de Salles (-lez-Cléry). Toujours est-il que la duchesse d'Uzès (Françoise-Louise de Clermont-Tonnerre ou sa tante et belle-sœur Louise comtesse de Tonnerre ?) vend le château de Selles le 28 août 1593 à Charles de Goyon de Matignon et à sa femme Léonore d'Orléans-Longueville dame de Gacé (vente mentionnée dans l'inventaire joint au contrat de mariage de Philippe de Béthune en 1608).
Dès 1604, Selles passe à Philippe de Béthune (1565-1649), mort au château de Selles en 1649, Lieutenant général du roi en Bretagne, gouverneur de la ville de Rennes, conseiller es conseils d’état privé et des finances, chef du conseil des dépêches étrangères, gouverneur de Gaston d’Orléans, lieutenant de sa compagnie de gendarmes, intendant de la maison de Gaston d’Orléans, baron de Chârost et marquis de Chabris, frère puîné du grand Sully, qui achète le château pour la somme de 93 000 livres. La Baronnie de Selles est érigée en comté pour lui par Lettres Patentes de Louis XIII datée de janvier 1621 et enregistrées au Parlement de Paris le 19 juillet 1636.Son fils Hippolyte de Béthune (1603-1665), aussi comte de Selles et marquis de Chabris, en hérite, il est premier gentilhomme de la chambre de Gaston d’Orléans et chevalier d’honneur de la reine Marie Thérèse d’Autriche : il épouse en 1629 une descendante des Beauvilliers — donc des Husson-Tonnerre et des deux anciennes familles seigneuriales de Selles — Anne-Marie de Beauvilliers de St-Aignan ; lui succède leur fils François-Gaston de Béthune (1638-1692), comte de Selles, Lieutenant général des armées du roi, ambassadeur extraordinaire auprès du roi de Pologne (1686) puis en Suède (1696) : il se marie en 1668 avec Louise-Marie de La Grange d'Arquien (1634-1728), sœur aînée de la reine de Pologne, avec postérité.
Dans la seconde moitié du XVIe siècle, les pavillons nord et sud et une porte sud sont construits, vraisemblablement pour la famille de La Trémouille, seigneurs de Selles. Les pavillons, l'entrée principale et l'intérieur du corps de logis du XIIIe siècle sont redessinés en 1612 pour Philippe de Béthune, comte de Selles, par l'architecte Jacques II Androuet du Cerceau.
En 1719, la comtesse douairière Louise-Marie veuve de Louis-Gaston de Béthune vend le château à Cardin Le Bret de Flacourt, maître des requêtes ordinaire de l'hôtel du Roi, intendant de Provence et du Commerce du Levant (1704), premier Président au Parlement de Provence (1710), conseiller d'État (1730) titré comte de Selles par LP de Louis XV en 1727. À sa mort, le château passe à son fils Cardin François-Xavier Le Bret de Flacourt (1719-1765), Comte de Selles, avocat général au Grand Conseil en 1741, intendant de Bretagne (1753-1765), chevalier de Malte. Puis au fils de ce dernier Paul Charles Cardin Le Bret (1748-1804), Comte de Selles, avocat général au Parlement de Rouen puis greffier en chef du Parlement de Paris, gendre d'Armand-Thomas Hue de Miromesnil (1723-1796), Ministre de Louis XVI, Garde des Sceaux de 1774 à 1787. N'ayant pas de descendants, Le Château de Selles-sur-Cher sera légué à son cousin-germain Charles Esprit Clair de La Bourdonnaye (1752-1829), marquis de La Bourdonnaye-Blossac, Chevalier de Malte, maréchal de camp, maire de Rennes (1804-1814), Baron d'Empire (1810) qui le revendra en 1810 à Armand-Louis-Jean de Jehannot, marquis de Bartillat, qui entreprend d'importantes rénovations. Cependant, en 1813, la galerie ouest est détruite. À partir de 1880, le château subit d'importants travaux de restauration sous la direction de la famille du Moulinet d'Hardemare.

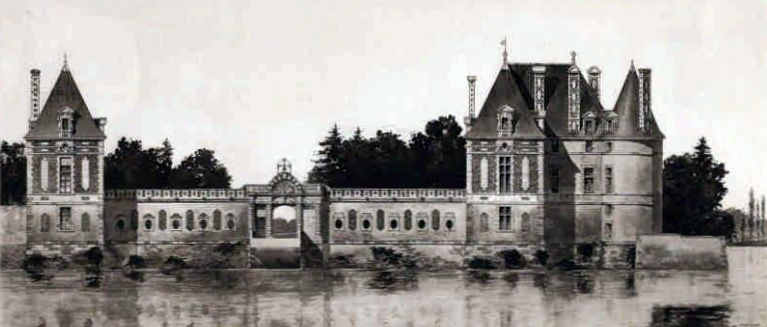
Façade du château par l'architecte Pierre Chauvallon en juin 1912

En 1913, l'architecte Pierre Chauvallon dirige une importante restauration du château.
En 2002, souhaitant transformer ce château en hôtel de luxe, une SCI se porte acquéreur, mais ce projet ne se fit point.
Le château, délaissé depuis cette date, est acheté par Michel Guyot et Noémi Brunet en 2012 et l'ouvrent au public. La même année, cette propriété est vendue à Nicolas Mazzesi et Katherine Wu, qui prévoient d'ouvrir une cave sur le site.

Le château accueille des festivals, notamment Geek Faëries, tournages de film et autres événements comme le trophée François Ier (montgolfières). Il est le premier site touristique en France à proposer une visite en réalité virtuelle. Son propriétaire a mis le château à disposition d'un événement organisé par Guillaume Peltier,. 

### Architecture
Deux architectures sont encore visibles, une partie dite château médiéval située à l'ouest et datant du XIIIe siècle. L'entrée était située entre deux tours monumentales, équipée d'une porte massive, d'une herse et protégé par un pont-levis. La deuxième partie date du début du XVIIe siècle.
Le château est composé d'une avant-cour, qui va depuis le Cher jusqu'au fossé qui le sépare de la ville. Sur la gauche, une tour nommée Tour du Coq se situe dans l'ancienne basse-cour entourée de murs, au centre se trouve le pavillon carré, à droite deux pavillons d'extrémité réunis par mur-écran dans lequel se trouve la porte d'entrée du château qui se fait par un pont qui enjambe les douves ; sur le fronton de la porte d'entrée, les armes de Philippe de Béthune sont visibles.
Les principaux matériaux de construction des murs sont le calcaire qui provient des carrières de la région et la brique.

### Intérieur
Seul le pavillon Philippe de Béthune est ouvert à la visite. Lorsque les propriétaires actuels achètent le château, celui-ci est vide de meubles et de décoration. Les nombreuses pièces du château sont ainsi remeublées avec l'aide d'artisans et d'ébénistes locaux. Il s'agit de chambres, salle à manger, galerie ou grand salon avec ses boiseries murales et plafond peint. Les tableaux sont des reproductions d’œuvres, dont les originaux peuvent être vus dans les musées nationaux ou internationaux.
Au rez-de-chaussée se trouve une grande cuisine voutée en brique et stuc. Cette dernière date de 1913 et a été aménagée selon les demandes des propriétaires de l'époque, la famille du Moulinet d'Hardemare. Dans cette cuisine se trouve une très grande et longue cheminée dont le manteau est composée de 3 arcs bandés sur deux piliers.
Le pavillon doré est accessible par la porte dite Porte Henri IV. Il s'agit des appartements de Philippe de Béthune composés d'un cabinet de travail, d'une chambre, d'une chapelle et d'un corridor. Les plafonds sont décorés de caissons avec peintures représentant, selon la pièce, des visages d'enfants, masques, écus ou motifs floraux.

### Jardins

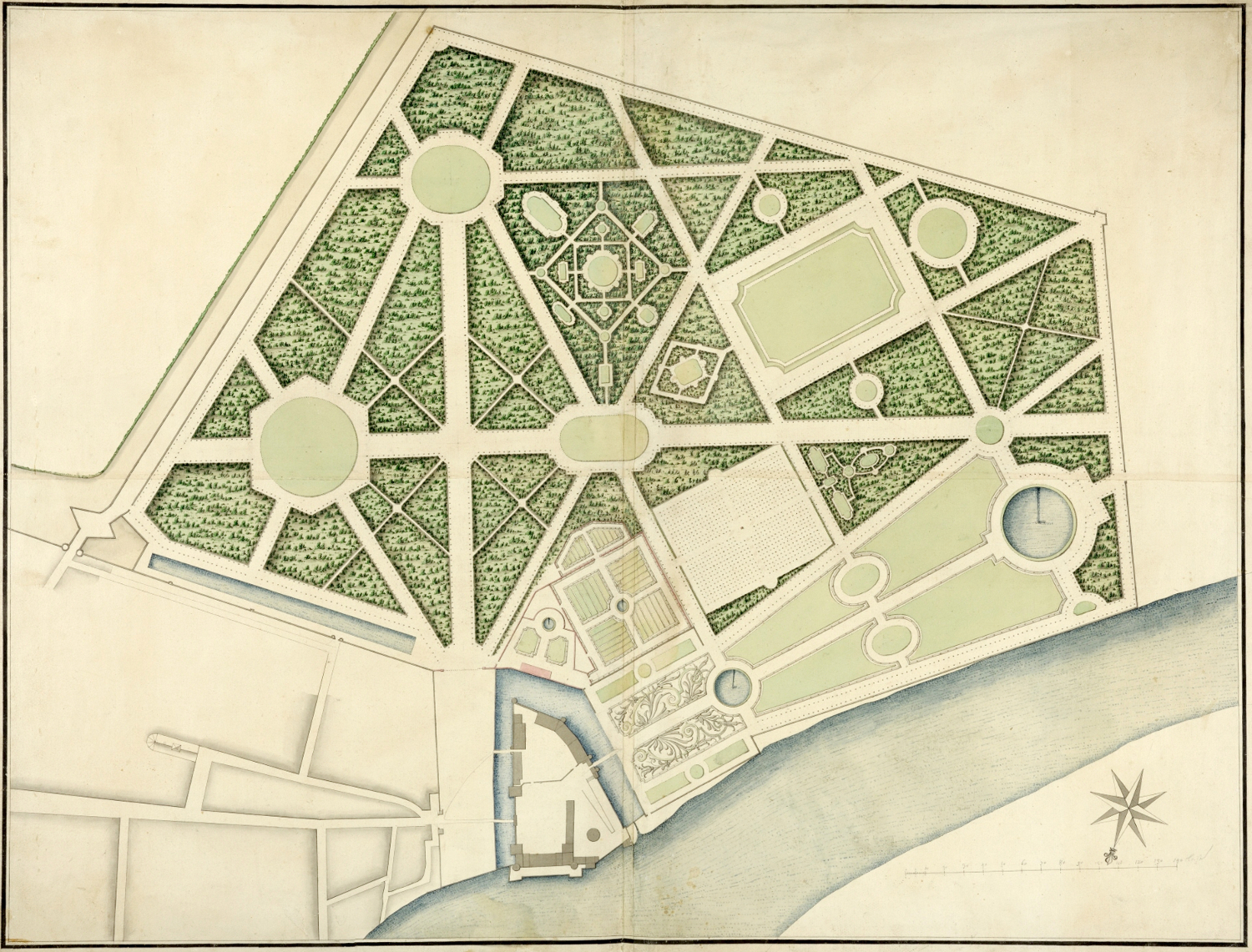
Carte du château Selles-sur-Cher par Carl Johan Cronstedt, découverte en 2016.

Début 2016, Georg Kabierske, étudiant en histoire de l'art allemand de l'université de Heidelberg, qui a visionné les châteaux de la vallée de la Loire via Google Earth, a découvert une carte du château de Selles-sur-Cher de l'architecte suédois Carl Johan Cronstedt (sv) (1709-1779) jusqu’alors non identifiée. La carte du château et son jardin à la française ont été numérisés par le Nationalmuseum situé à Stockholm et classés comme étant d'origine inconnue, jusqu'à ce que l'étudiant allemand l'identifie.
Dans le jardin du château se trouve un cèdre du Liban installé entre 1734 et 1780. Il est labellisé Arbre remarquable de France le 30 mars 2016, pour ses 300 ans (environ) et mesure 34,60 m de hauteur pour une circonférence de 7,85 m,.

## Galerie

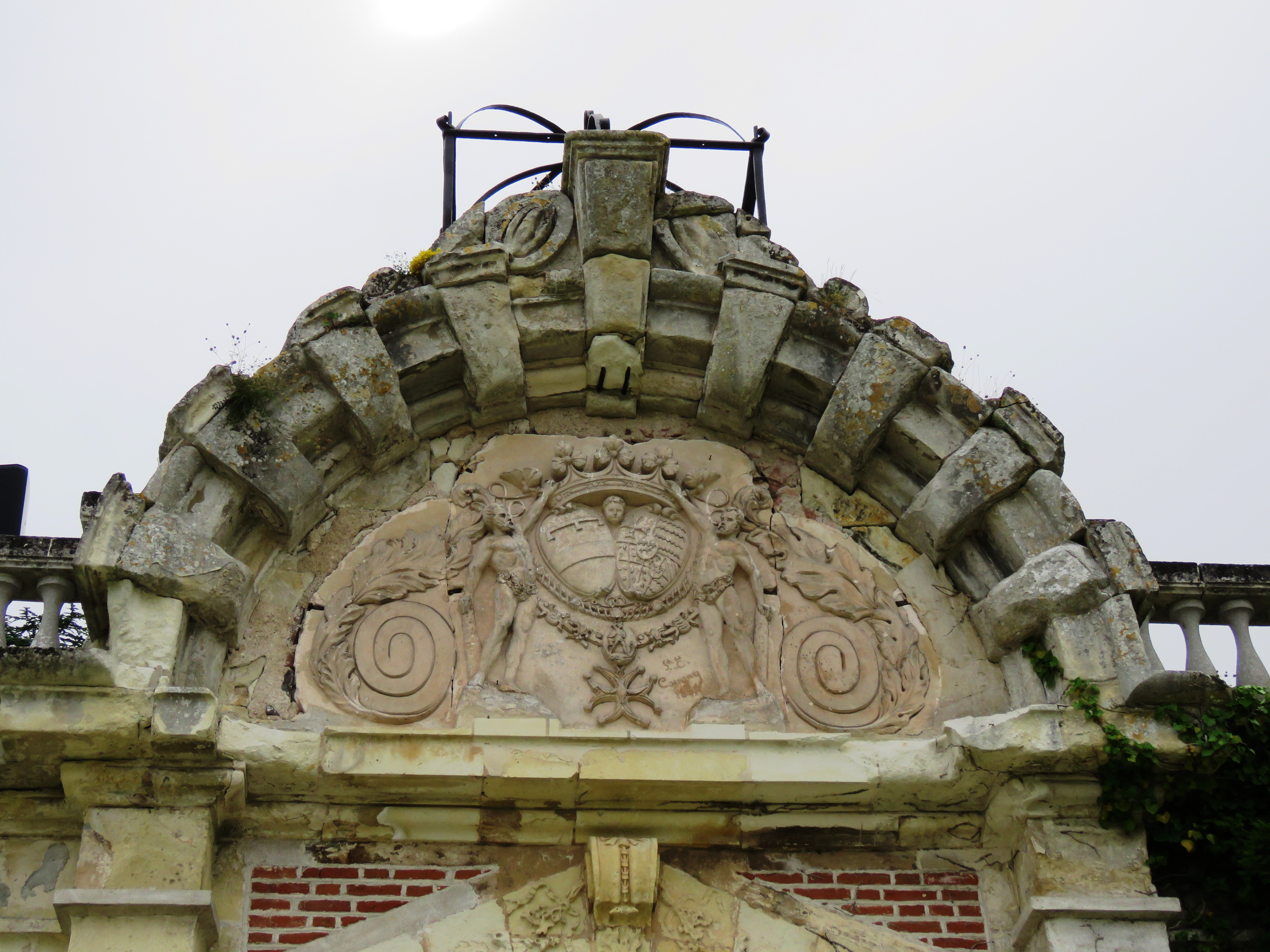
Fronton d'entrée avec les armes de Philippe de Béthune
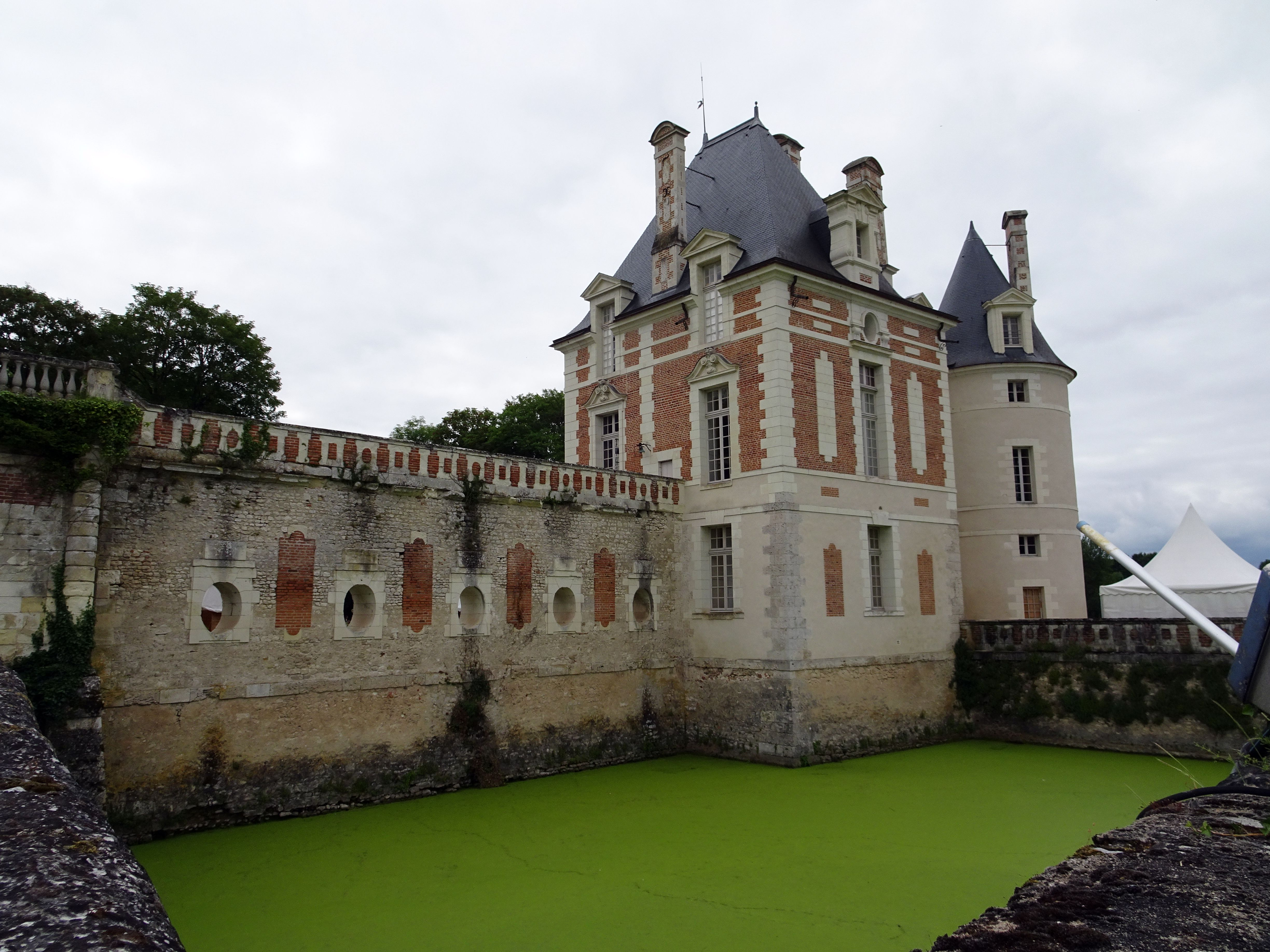
Pavillon d'extrémité
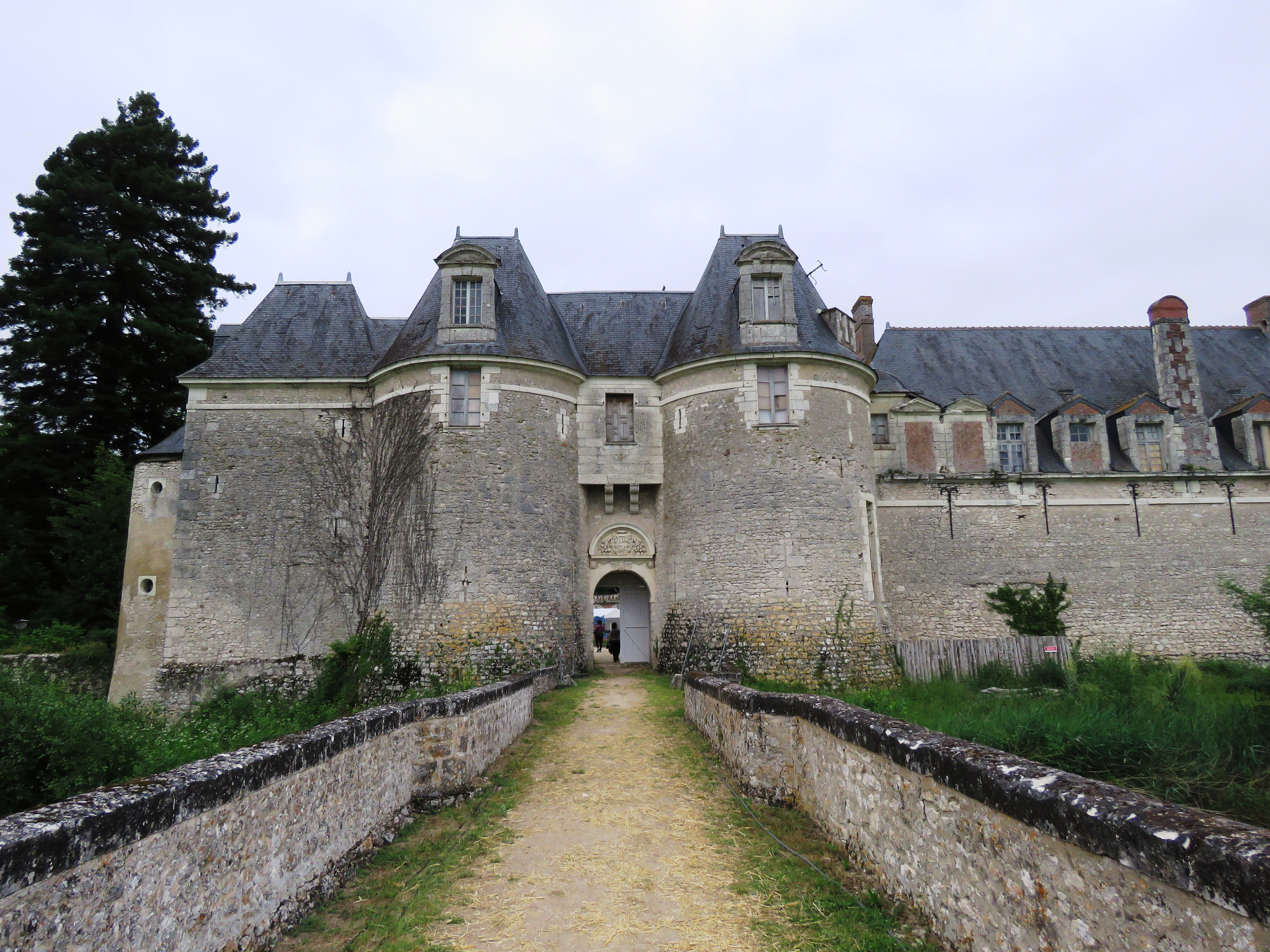
Côté médiéval
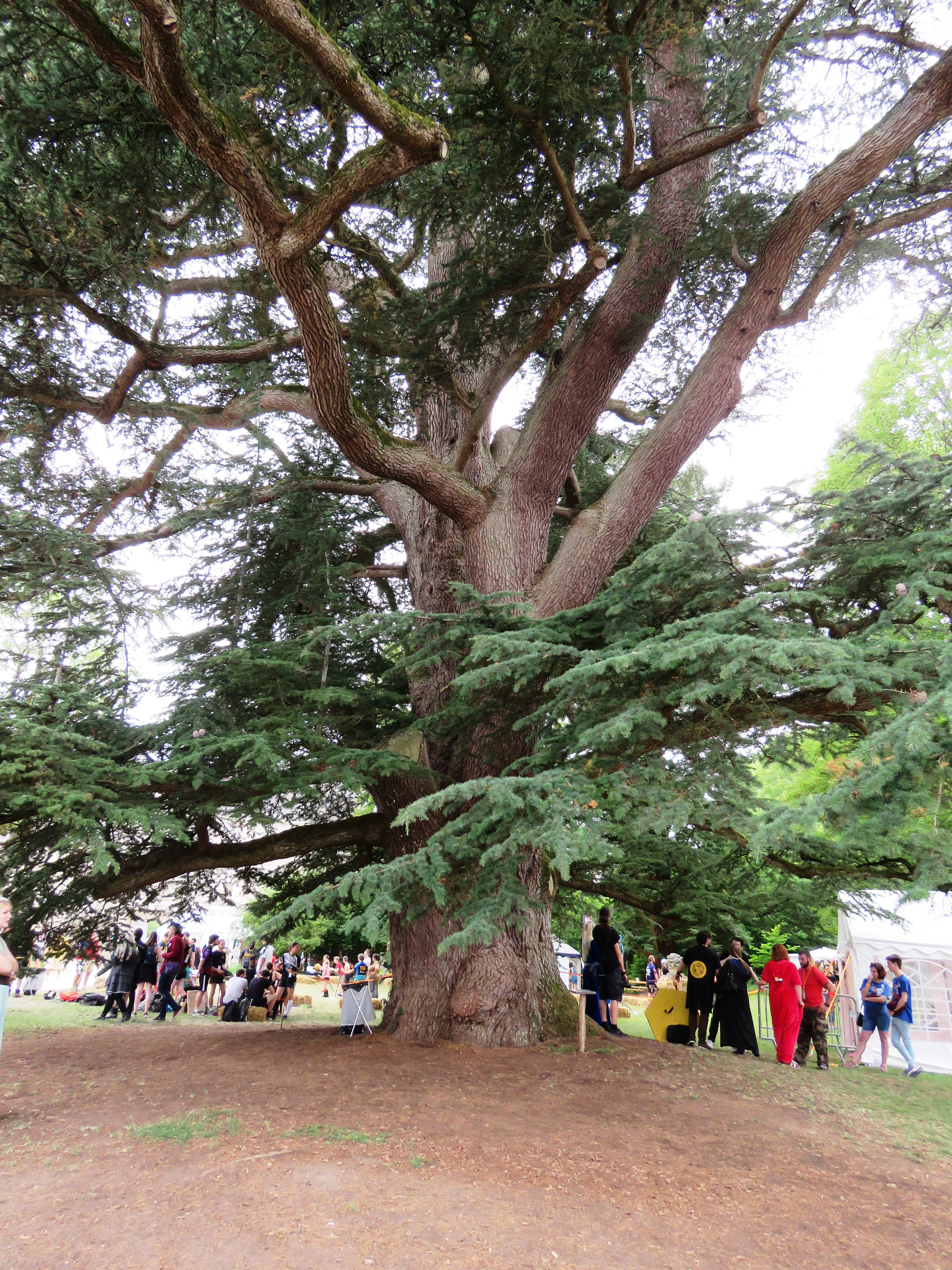
Arbre remarquable
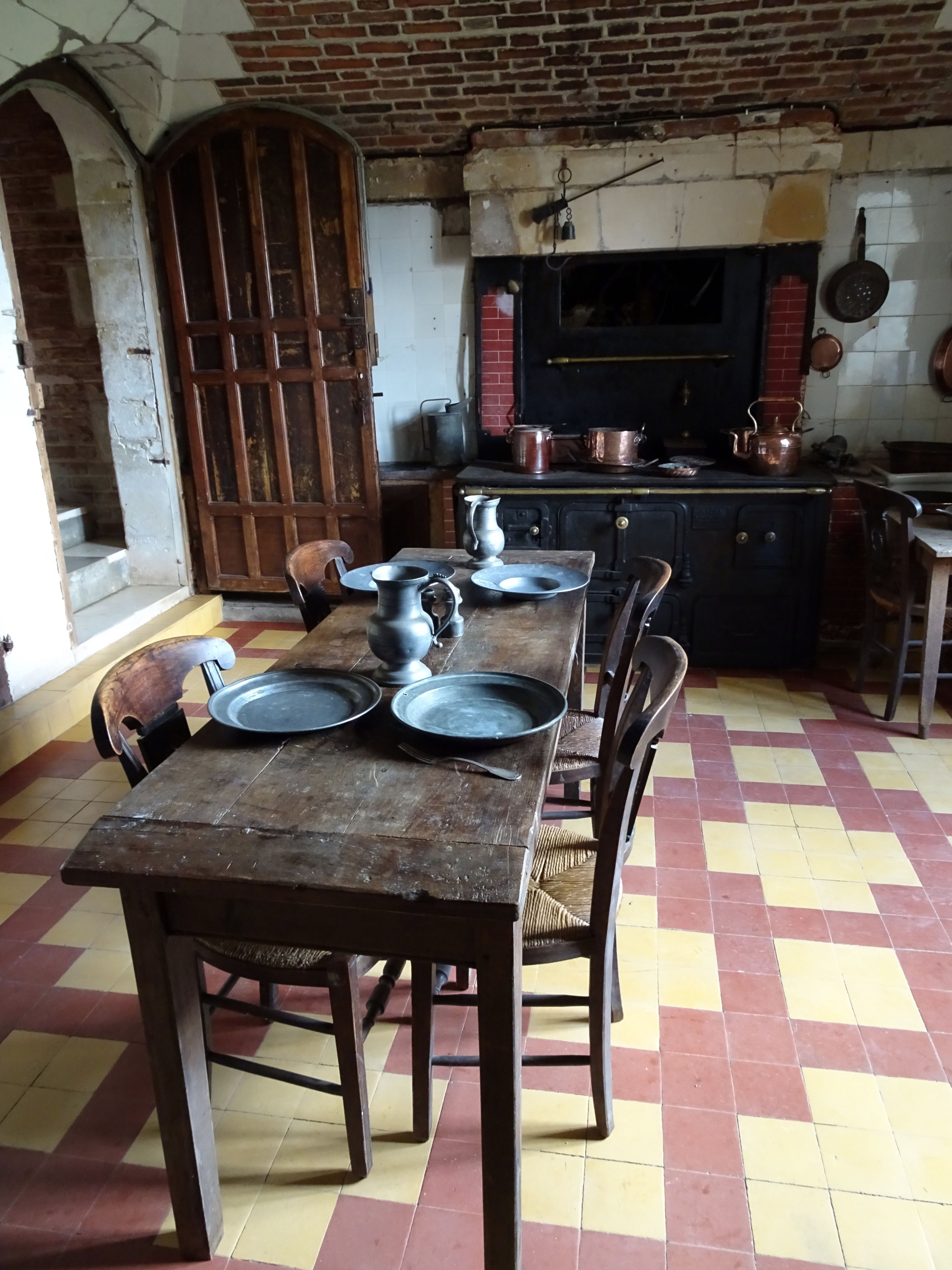
Intérieur, cuisine
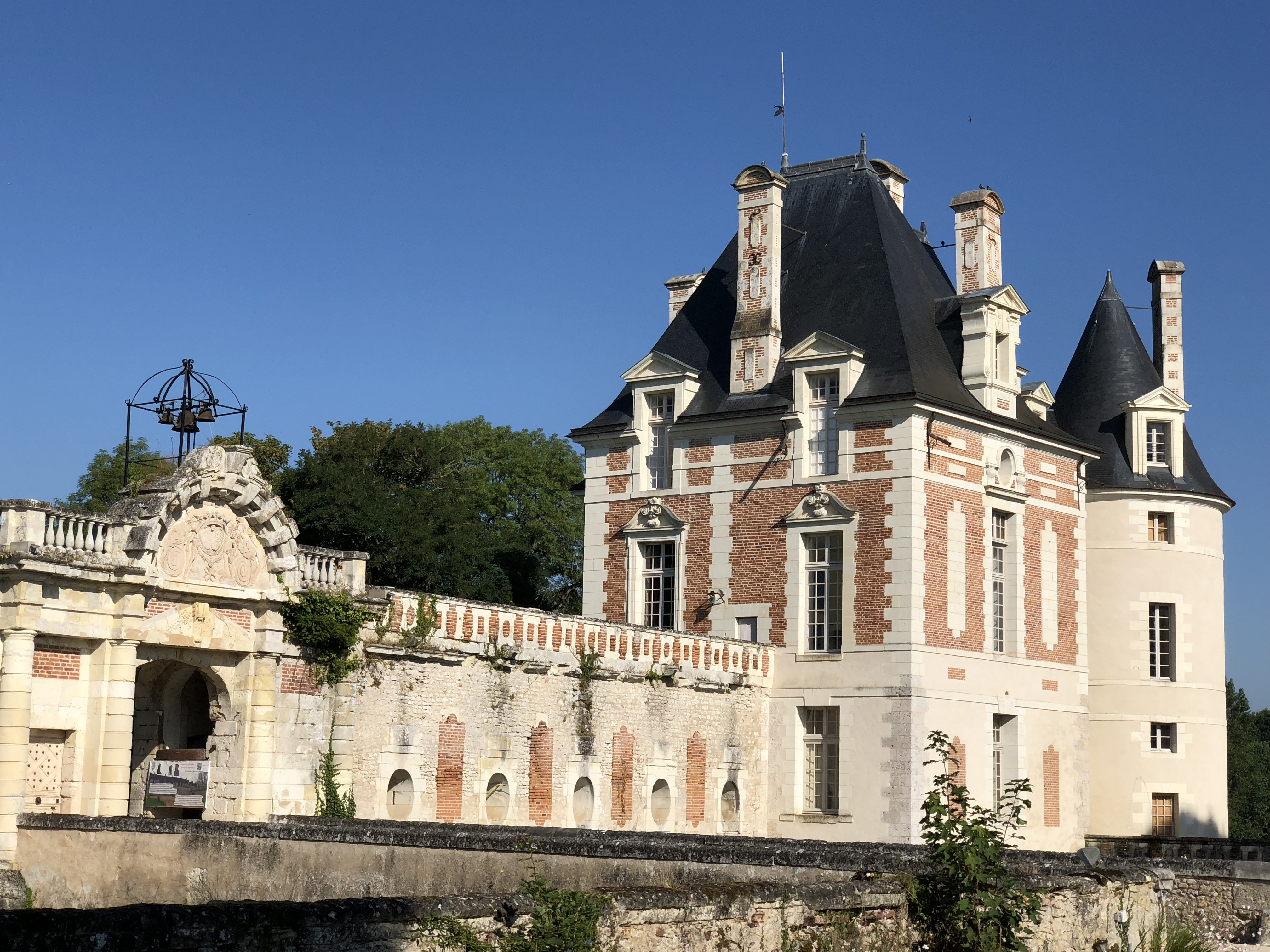
Le Pavillon Béthune et la porte du Carillon
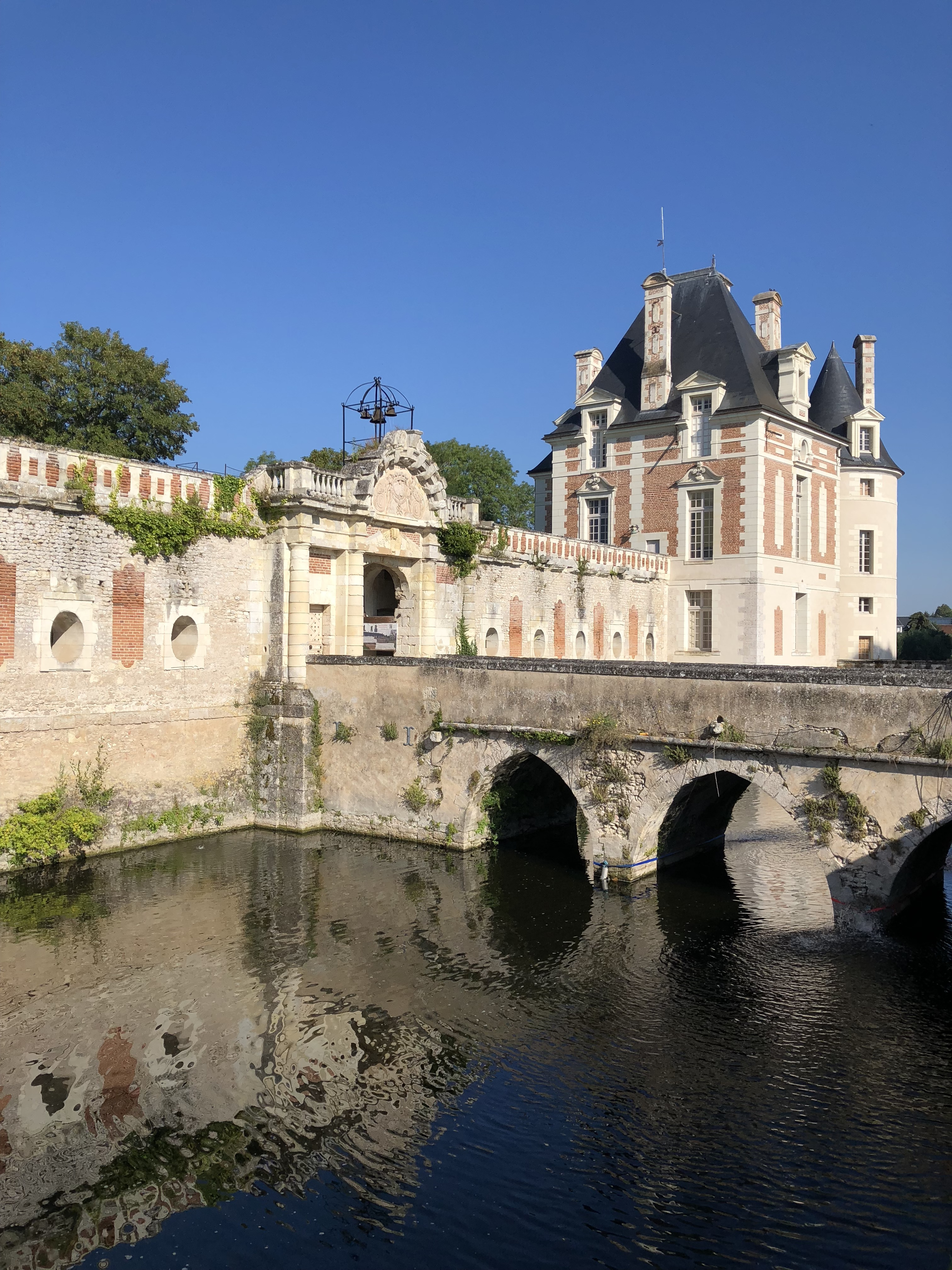
Vue d'ensemble Pavillon Béthune, porte du Carillon et pont enjambant les douves
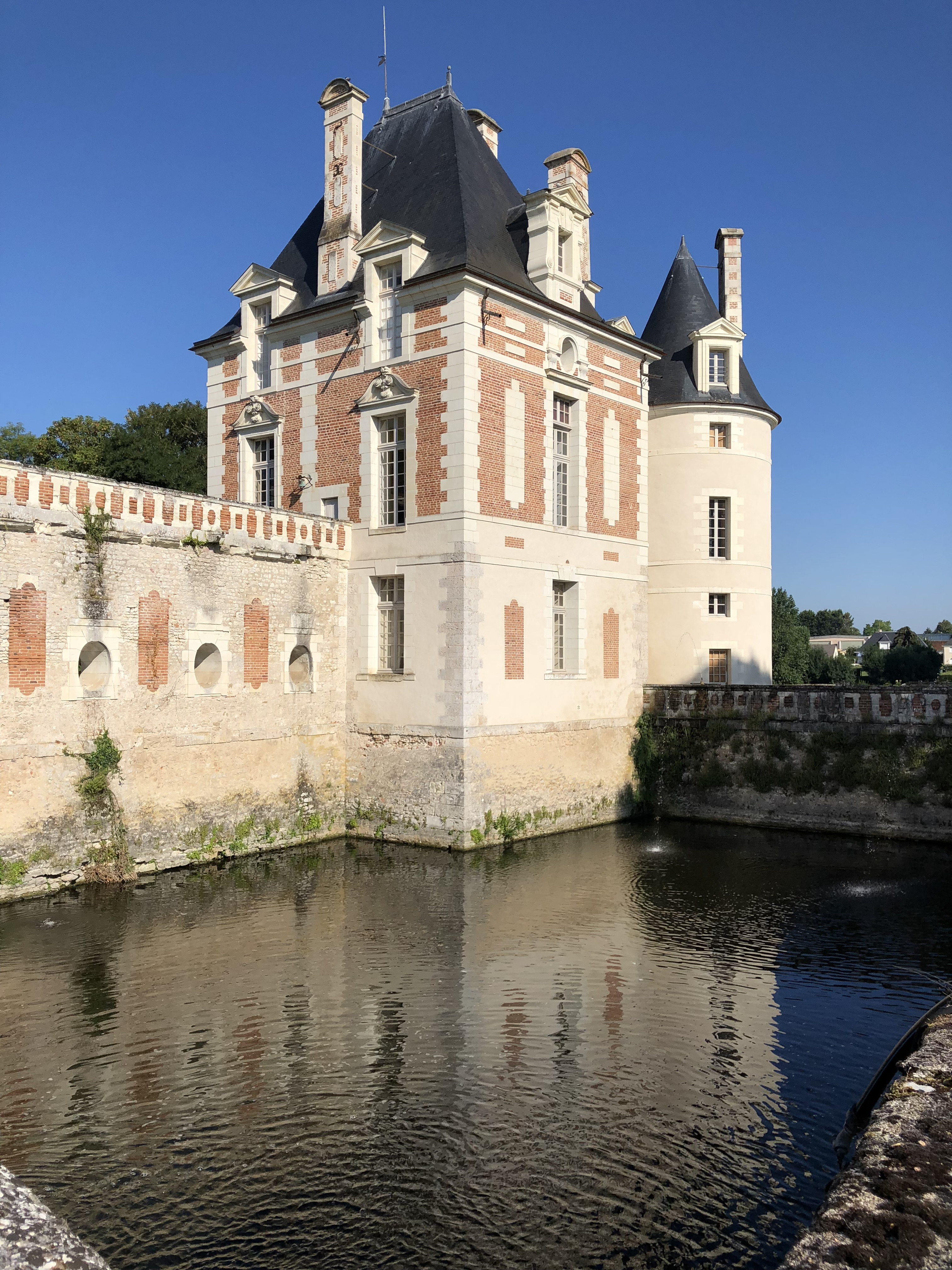
Pavillon et douves Béthune
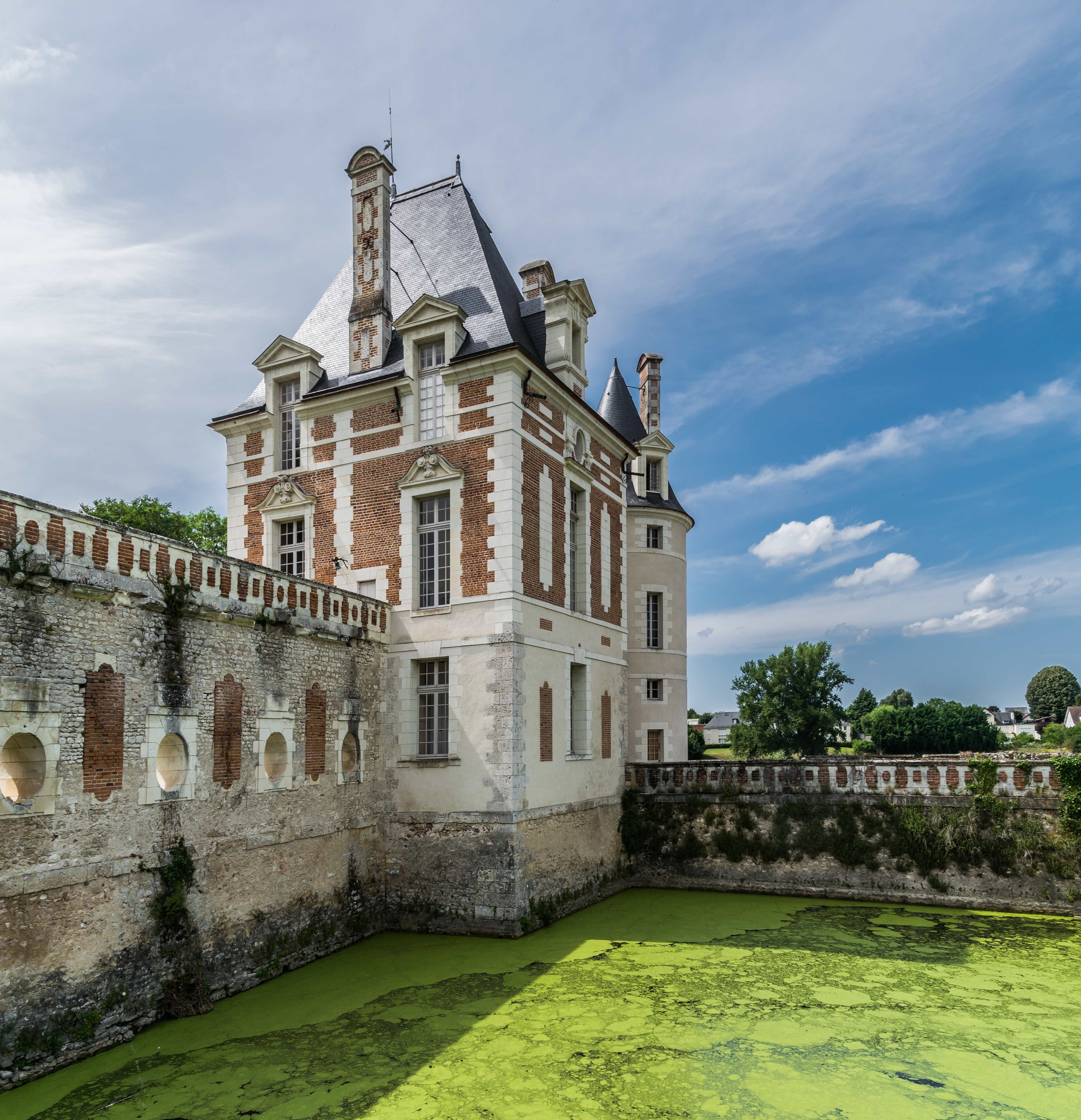
Un morceau du château, juillet 2018

### Vidéographie
- Maud Gangler, Au fil de la Loire, petit château deviendra grand, film documentaire (52 min), France 5, Le doc du dimanche, Yemaya Productions, 2016, extrait en ligne.